# Stefan Velkov
Stefan Ivov Velkov (in bulgaro Стефан Ивов Велков?; Sofia, 12 dicembre 1996) è un calciatore bulgaro, difensore del Vejle.

## Carriera

### Club
Gioca nella prima divisione bulgara nello Slavia Sofia.

### Nazionale
Ha debuttato con la maglia della Nazionale Under-21 durante le qualificazioni al campionato europeo di categoria nel 2015.